# Uri Ilan
Uri Ilan - em hebraico:  אורי אילן (17 de fevereiro de 1935 – 13 de janeiro de 1955) foi um soldado israelense que cometeu suicídio em uma prisão síria após ser capturado em uma operação clandestina nas Colinas de Golã. Ele tornou-se um símbolo de coragem e patriotismo em Israel.

## Biografia

### Início

O rabino-chefe militar de Israel, Shlomo Goren (à esquerda), saudando, no túmulo de Uri Ilan em 1955.

Ilan nasceu em 1935 no kibbutz Gan Shmuel. Sua mãe era Fayge Ilanit (1909-2002), eleita deputada na primeira eleição para o Knesset, em 1949. Ele foi incorporado à brigada da divisão de infantaria Golani em 1953.

### Captura e suicídio
De acordo com as Forças de Defesa de Israel, ele foi capturado pelos sírios em 8 de dezembro de 1954, próximo a uma posição síria nas Colinas de Golã, junto com quatro soldados de seu grupamento. Os soldados foram levados sob custódia em Quneitra e enviados a uma prisão em Damasco para interrogatório.
Na prisão síria, foram postos em celas separadas e torturados. Acreditando que seus colegas tivessem sido mortos, como falsamente declarado por seus captores em uma tentativa para enfraquecer o moral, Ilan enforcou-se com uma corda feita a partir do tecido que recobria o colchão. Em suas vestimentas, Ilan escondeu nove notas endereçadas à sua pátria, Israel, e à sua família. A mais famosa é um pedaço de papel no qual ele escreveu: "לא בגדתי. התאבדתי", que significa: "Eu não traí. Eu cometi suicídio".; isto é, ele escolheu pôr fim à própria vida para não revelar segredos militares sob tortura.

### Retorno a Israel
Em 29 de março de 1956 os quatro soldados israelenses que foram capturados com Uri foram devolvidos ao país em troca de 40 prisioneiros de guerra sírios. O corpo de Uri Ilan mais tarde foi devolvido a Israel. O suicídio de Ilan e as notas que ele deixou criaram uma grande onda de luto em Israel, mas também um senso de orgulho nacional.